# XLIX Copa Nacional Renault
La 49.ª edición de la Copa Nacional Renault es la temporada 2017 de la Renault Sport Clio Cup España. Es el primer año con Codony Sport como organizador principal del campeonato tras dejarlo VLine.

## Escuderías y pilotos
| Escudería                          | N.º | Piloto                 | Rondas |
| ---------------------------------- | --- | ---------------------- | ------ |
| Escudería Costa Daurada - Team VRT | 1   | Álex Royo              | Todas  |
| Escudería Costa Daurada - Team VRT | 5   | Vicente Vallés         | 1      |
| Escudería Costa Daurada - Team VRT | 6   | Miquel Socias (J)      | Todas  |
| Escudería Costa Daurada - Team VRT | 9   | Cristian Davies        | 1      |
| Escudería Costa Daurada - Team VRT | 10  | Anna Álvarez (D)       | 3      |
| Escudería Costa Daurada - Team VRT | 11  | Eduardo Gago           | 3      |
| Escudería Costa Daurada - Team VRT | 16  | Eurípides Hatzistefani | 2      |
| Escudería Costa Daurada - Team VRT | 19  | Iván Raña (A)          | 4      |
| Escudería Costa Daurada - Team VRT | 67  | Jérémie Lesoudier (J)  | Todas  |
| Escudería Costa Daurada - Team VRT | 70  | Arturo Espuny (A)      | Todas  |
| AD Desguaces la Torre - SMC Junior | 2   | Pablo Martín           | 1      |
| AD Desguaces la Torre - SMC Junior | 4   | Carlos Esteban (A)     | 1, 4   |
| AD Desguaces la Torre - SMC Junior | 8   | Javier Villa           | 1      |
| Automóvil Club Zaragoza - JR       | 3   | Joaquín Rodrigo (A)    | Todas  |
| Skualo Competición                 | 7   | Henk Van Zoest (R)     | 1-2, 4 |
| LEMA Racing                        | 12  | Pablo Amoros (A)       | 3      |
| LEMA Racing                        | 30  | Gasper Dernovsek       | 3      |
| Milan Compétition                  | 14  | Guillaume Lafond       | 2      |
| Milan Compétition                  | 15  | Nicolas Milan          | 2, 4   |
| Milan Compétition                  | 17  | Rafael Villanueva      | 4      |
| Milan Compétition                  | 20  | Florian Briche (J)     | 4      |
| Milan Compétition                  | 23  | Pierre Etienne Chaumat | 2      |
| Milan Compétition                  | 57  | Guillaume Savoldelli   | 2, 4   |
| Pole Position 81                   | 25  | Lionel Viguier         | 3      |
| Pyro                               | 26  | Bradley Burns (J)      | 4      |
| TB2S                               | 68  | Thibaut Bossy          | 2, 4   |

(J) = piloto júnior, (R) = piloto rookie, (F) = piloto femenina, (A) = piloto amateur

## Calendario
| Ronda | Ronda | Circuito               | Fecha            | Acompaña a            |
| ----- | ----- | ---------------------- | ---------------- | --------------------- |
| 1     | C1    | Circuito de Jerez      | 27 de mayo       | FV8 3.5               |
| 1     | C2    | Circuito de Jerez      | 28 de mayo       | FV8 3.5               |
| 2     | C1    | MotorLand Aragón       | 24 de junio      | FV8 3.5 + F4 Española |
| 2     | C2    | MotorLand Aragón       | 25 de junio      | FV8 3.5 + F4 Española |
| 3     | C1    | Circuito de Navarra    | 1 de julio       |                       |
| 3     | C2    | Circuito de Navarra    | 2 de julio       |                       |
| 3     | C2    | Circuito de Navarra    | 2 de julio       |                       |
| †     | C1    | Circuito Ricardo Tormo | 16 de septiembre |                       |
| †     | C2    | Circuito Ricardo Tormo | 17 de septiembre |                       |
| †     | C3    | Circuito Ricardo Tormo | 17 de septiembre |                       |
| 4     | C1    | Circuito del Jarama    | 22 de octubre    | Espíritu del Jarama   |
| 4     | C2    | Circuito del Jarama    | 22 de octubre    | Espíritu del Jarama   |

† Ronda de Cheste cancelada por falta de inscritos

## Resultados

### Campeonato de pilotos
Sistema de puntuación (excepto en la ronda 3)
| Posición | 1º | 2º | 3º | 4º | 5º | 6º | 7º | 8º | 9º | 10º | 11º | 12º | 13º | 14º | 15º | T1 | T2 | VR |
| -------- | -- | -- | -- | -- | -- | -- | -- | -- | -- | --- | --- | --- | --- | --- | --- | -- | -- | -- |
| Puntos   | 30 | 26 | 22 | 19 | 16 | 14 | 12 | 10 | 8  | 6   | 5   | 4   | 3   | 2   | 1   | 2  | 1* | 2  |

| Pos | Piloto                 | JER | JER | ARA | ARA | NAV | NAV | NAV | JAR | JAR | Retención  | Puntos |
| --- | ---------------------- | --- | --- | --- | --- | --- | --- | --- | --- | --- | ---------- | ------ |
| 1   | Álex Royo              | 1   | DSQ | 2   | 1   | 1   | 2   | 1   | 3   | 3   | (213 - 17) | 196    |
| 2   | Jérémie Lesoudier (J)  | 3   | 2   | 5   | 3   | 4*  | 1   | 2   | 5   | 4   | (188 - 11) | 177    |
| 3   | Miguel Socias (J)      | 5   | 5   | 7   | 4   | 2   | 3   | 3   | 10  | 6   | (145 - 6)  | 139    |
| 4   | Arturo Espuny          | 6   | 7   | 8   | 8   | 9   | 8   | 4   | 13  | 9   | (96 - 3)   | 93     |
| 5   | Thibaut Bossy          |     |     | 1*  | 2   |     |     |     | 7   | 5   |            | 86     |
| 6   | Joaquín Rodrigo        | 11  | 8   | 9   | 5   | 5   | 7   | 6   | 11  | 11  | (86 - 5)   | 81     |
| 7   | Rafael Villanueva      |     |     |     |     |     |     |     | 1   | 1   |            | 63     |
| 8   | Henk Van Zoest (R)     | 10  | 3   | 10  | 7   |     |     |     | 9   | 10  |            | 60     |
| 9   | Javi Villa             | 2   | 1   |     |     |     |     |     |     |     |            | 58     |
| 10  | Nicolas Milan          |     |     | WD  | WD  |     |     |     | 2*  | 2   |            | 53     |
| 11  | Carlos Esteban         | 7   | 6   |     |     |     |     |     | 8   | 7   |            | 48     |
| 12  | Gasper Dernovesk       |     |     |     |     | 3   | 5   | 5   |     |     |            | 46     |
| 13  | Guillaume Savoldelli   |     |     | 3   | Ret |     |     |     | 6   | Ret |            | 36     |
| 14  | Anna Álvarez (F)       |     |     |     |     | 7   | 6   | 7   |     |     |            | 33     |
| 15  | Lionel Viguier         |     |     |     |     | 6   | 4   | 10  |     |     |            | 31     |
| 16  | Pablo Martin           | 4*  | 9   |     |     |     |     |     |     |     |            | 28     |
| 17  | Vicente Vallés         | 9   | 4   |     |     |     |     |     |     |     |            | 27     |
| 18  | Eduardo Gago           |     |     |     |     | 10  | 9   | 9   |     |     |            | 23     |
| 19  | Pablo Amorós           |     |     |     |     | 8   | Ret | 8   |     |     |            | 21     |
| 20  | Pierre Etienne Chaumat |     |     | 4   | Ret |     |     |     |     |     |            | 19     |
| =   | Bradley Burns (J)      |     |     |     |     |     |     |     | 4   | Ret |            | 19     |
| 21  | Eurípides Hatzistefani |     |     | 11  | 6   |     |     |     |     |     |            | 19     |
| 22  | Guillaume Lafond       |     |     | 6   | Ret |     |     |     |     |     |            | 16     |
| 23  | Florian Briche (J)     |     |     |     |     |     |     |     | 12  | 8   |            | 14     |
| 24  | Cristian Davies        | 8   | DNS |     |     |     |     |     |     |     |            | 10     |
| 25  | Iván Raña              |     |     |     |     |     |     |     | 14  | 12  |            | 7      |
| Pos | Piloto                 | JER | JER | ARA | ARA | NAV | NAV | NAV | JAR | JAR | Retención  | Puntos |

| Color     | Resultado                                                               |
| --------- | ----------------------------------------------------------------------- |
| Oro       | Ganador                                                                 |
| Plata     | 2.ª plaza                                                               |
| Bronce    | 3.ª plaza                                                               |
| Verde     | Finalizó en los puntos                                                  |
| Azul      | Finalizó sin puntos                                                     |
| Azul      | NC - No clasificado                                                     |
| Violeta   | Ret - No terminó (Carrera)                                              |
| Rojo      | DNQ - No se clasificó                                                   |
| Negro     | DSQ - Descalificado                                                     |
| Blanco    | DNS - No empezó (carrera)                                               |
| Blanco    | WD - Retirado (fin de semana)                                           |
| Blanco    | C - Carrera cancelada                                                   |
| Sin color | DNP - Inscrito pero no participó                                        |
| Sin color | INJ - Lesionado                                                         |
| Sin color | EX - Excluido                                                           |
| Estado    | Resultado                                                               |
| Negrita   | Pole position                                                           |
| Cursiva   | Vuelta rápida                                                           |
| †         | Abandona, pero clasifica al completar el porcentaje requerido para ello |

### Clasificación amateur
Sistema de puntuación
| Posición | 1º | 2º | 3º | 4º |
| -------- | -- | -- | -- | -- |
| Puntos   | 14 | 12 | 10 | 8  |

| Pos | Piloto          | JER | JER | ARA | ARA | NAV | NAV | NAV | JAR | JAR | Retención  | Puntos |
| --- | --------------- | --- | --- | --- | --- | --- | --- | --- | --- | --- | ---------- | ------ |
| 1   | Arturo Espuny   | 1   | 2   | 1   | 2   | 3   | 2   | 1   | 3   | 2   | (110 - 20) | 90     |
| 2   | Joaquín Rodrigo | 3   | 3   | 2   | 1   | 1   | 1   | 2   | 2   | 3   | (108 - 20) | 88     |
| 3   | Carlos Esteban  | 2   | 1   |     |     |     |     |     | 1   | 1   |            | 54     |
| 4   | Pablo Amorós    |     |     |     |     | 2   | Ret | 3   |     |     |            | 22     |
| 5   | Iván Raña       |     |     |     |     |     |     |     | 4   | 4   |            | 16     |

### Clasificación preparadores
| Pos | Preparador         | JER | JER | ARA | ARA | NAV | NAV | NAV | JAR | JAR | Puntos |
| --- | ------------------ | --- | --- | --- | --- | --- | --- | --- | --- | --- | ------ |
| 1   | Team VRT           | 1   | DSQ | 2   | 1   | 1   | 1   | 1   | 3   | 3   | 292    |
| 1   | Team VRT           | 3   | 2   | 5   | 3   | 2   | 2   | 2   | 5   | 4   | 292    |
| 2   | Milan Compétítion  |     |     | 3   | Ret |     |     |     | 1   | 1   | 107    |
| 2   | Milan Compétítion  |     |     | 4   | Ret |     |     |     | 2   | 2   | 107    |
| 3   | SMC Junior         | 2   | 1   |     |     |     |     |     | 8   | 7   | 71     |
| 3   | SMC Junior         | 4   | 6   |     |     |     |     |     |     |     | 71     |
| 4   | TB2S               |     |     | 1   | 2   |     |     |     | 7   | 5   | 56     |
| 5   | Joaquín Rodrigo    | 11  | 8   | 9   | 5   | 5   | 7   | 6   | 11  | 11  | 49     |
| 6   | LEMA Racing        |     |     |     |     | 3   | 5   | 5   |     |     | 45     |
| 6   | LEMA Racing        |     |     |     |     | 8   | Ret | 8   |     |     | 45     |
| 7   | Skualo Competición | 10  | 3   | 10  | 7   |     |     |     | 9   | 10  | 34     |
| 8   | Pole Position 81   |     |     |     |     | 6   | 4   | 10  |     |     | 23     |
| 9   | Pyro               |     |     |     |     |     |     |     | 4   | Ret | 12     |